# Identifikation (psykologi)
Identifikation är ett psykologiskt fenomen som berör en persons identitet och förmåga att anta olika roller och perspektiv. Begreppet används både inom psykoanalys och litteratur, med delvis olika betydelser. Inom det förstnämnda handlar det om att ta över en identitet mer permanent, i det sistnämnda om att se en berättelse utifrån en rollfigurs perspektiv. Identifikation är en viktig princip inom all form av lärande och inom ett socialt sammanhang, där insikten om olika perspektiv kan vara nödvändig.

## Olika identifikationer

### Psykologisk process
Som psykologisk process antar en individ under identifikationen en aspekt, en egenskap eller ett attribut hos någon annan. Detta leder till en förändring av individen, helt eller delvis, utifrån förebilden vid identifikationen. Genom en serie av identifikationer skapas och formas ens personlighet.
Rötterna till definitionen av detta koncept kan hittas i Sigmund Freuds texter. Hos Freud delas identifikationen i första hand upp i tre olika delar:
- Primär identifikation
- Narcissistisk (sekundär) identifikation
- Partiell (sekundär) identifikation

### Social påverkan
Identifikation med andras människors perspektiv är del av en social påverkan (socialt inflytande). Människor påverkas av personer som spelar roll i ens liv, antingen det handlar om föräldrar, vänner, idrottshjältar eller sociala influerare. Denna sociala påverkan leder till anammandet av vanor, beteenden eller åsikter som ens förebild omger sig med, vilket är en del av ett socialt spel med ledare och följare (se makt). Förmågan att få andra att identifiera sig med sitt eget perspektiv och sin egen världsbild har betydelse när politiska rörelser växer eller minskar i omfattning.
1958 identifierade psykologen Herbert Kelman på Harvard tre brett anlagda varianter av social påverkan:
- Efterlevnad (lydnad), där någon följer ett föredöme men behåller sina privata åsikter[4]
- Identifikation, där någon påverkas av en vördad person (kändis eller idol)
- Internalisering, där någon helt anammar en annan persons världsbild, beteende och åsikter

### Konsumtion av berättelser
Identifikation är en viktig inom det sociala livet, men även i konsumtion av kulturella berättelser. Det innebär att föreställa sig perspektivet hos en rollfigur i en – exempelvis litterär eller filmatiserad – berättelse. Traditionellt har inom litteraturen en manlig blick och manlig hjälteroll dominerat, men i nyare litteratur har detta förhållande fått en mycket större variation. Viss forskning har antytt att kvinnligt identifierade bokläsare skulle ha en starkare tendens till identifikation med rollfigurerna – oavsett deras kön.
Pornografi är en ofta stereotypiserad underhållning baserad på könade perspektiv. Detta har lett kritiker – inklusive inom radikalfeminism – att se mäns och kvinnors identifikation med de olika rollfigurerna endast utifrån könsidentiteten. En sådan syn skulle dock enligt vissa exempelvis försvåra eller omöjliggöra för män att kunna identifiera sig med kvinnliga äventyrshjältar och kvinnor med manliga diton. Dessutom finns all icke-könad eller ickebinär kultur, inom och utom pornografin.